# Flawless (película de 1999)
Flawless (en España: Nadie es perfecto) es una película estadounidense de 1999, del género cómico, dirigida por Joel Schumacher y protagonizada por Robert De Niro y Philip Seymour Hoffman.

## Sinopsis
Un marine retirado y un travesti son dos vecinos que no pueden soportarse, pero el destino los convertirá en profesor y alumno. Walt Koontz (Robert De Niro) es un hombre de acción y de ideología conservadora. Su vecino Rusty (Philip Seymour Hoffman), una drag queen extravagante, es su antítesis.

## Reparto
- Robert De Niro: Walt Koontz
- Philip Seymour Hoffman: Rusty
- Barry Miller: Leonard Wilcox
- Chris Bauer: Jacko
- Skipp Sudduth: Tommy
- Wilson Jermaine Heredia: Cha-Cha
- Nashom Benjamin: Amazing Grace
- Scott Allen Cooper: Ivana
- Rory Cochrane: Pogo
- Daphne Rubin-Vega: Tia
- Vincent Laresca: Raymond Camacho
- Karina Arroyave: Amber
- Mark Margolis: Vinnie
- John Enos III: Sonny